# هنفشتدت
هنفشتدت (به آلمانی: Henfstädt) یک شهر در آلمان است که در Hildburghausen واقع شده‌است. هنفشتدت ۳۷۷ نفر جمعیت دارد.